# Vladímirskaia
Vladímirskaia - Владимирская (rus) - és una stanitsa del krai de Krasnodar, a Rússia. Es troba a la vora dreta del Labà (on rep el Kuksa), afluent del riu Kuban. És a 5 km al sud de Labinsk i a 151 km al sud-est de Krasnodar
Pertany a aquesta stanitsa el khútor de Privolni.

## Història
L'stanitsa fou fundada el dia de Sant Vladímir el 1848 (d'aquí el nom) a continuació de l'stanitsa Labínskaia. Es trobava sobre una alçada amb una àmplia vista sobre el Labà, que assegurava la posició contra els atacs de la gent de muntanya. Fins al 1920 va pertànyer a l'otdel de Labinsk a la província de Kuban.